# Ferrari F355
La Ferrari F355 è un'autovettura sportiva dotata di 2 posti con motore centrale posteriore a 8 cilindri, prodotta dalla casa automobilistica italiana Ferrari dal 1994 al 1999, che sostituisce la Ferrari 348.
La F355 era disponibile in tre varianti di carrozzeria: coupé (F355 Berlinetta), targa (F355 GTS) e spider (F355 Spider).
Il nome 355 di questo modello indicava la cilindrata totale di 3,5 litri e le 5 valvole per cilindro.

## Storia
Nel 1993 la Ferrari si dedica allo sviluppo dell'erede della 348.

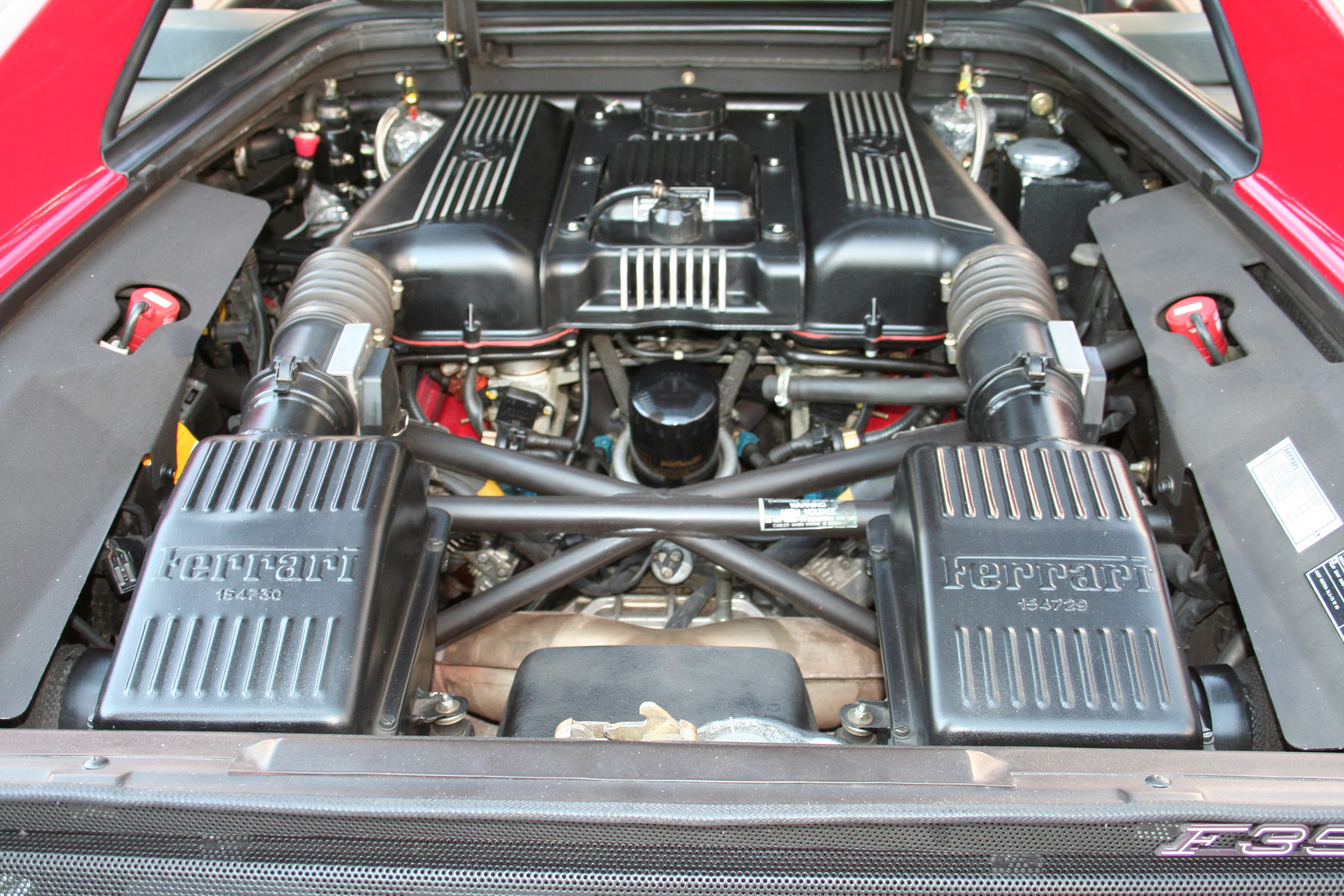
Motore di una Ferrari F355 da 1994-96 con Motronic 2.7

Durante la realizzazione, la Ferrari cominciò a trasferire alcune delle conoscenze derivate dal mondo della Formula 1 a quello delle vetture di serie: iniezione elettronica, fondo piatto, cambio sequenziale e sospensioni a controllo elettronico regolabili dall'abitacolo su due differenti settaggi, Normale e Sport. Quest'ultimo, in particolare, irrigidiva le sospensioni e, nelle versioni con cambio sequenziale elettroattuato, velocizzava la cambiata.
Il telaio della F355 era costruito interamente in acciaio, la scocca era essenzialmente basata sulla precedente Ferrari 348. Il motore Ferrari Dino, ubicato nella parte centrale dell'auto, era un 8 cilindri a V di 90° di 3,5 litri di cilindrata con distribuzione a 5 valvole per cilindro, capace di sviluppare una potenza massima di 380 CV a 8250 giri/min, superiore rispetto ai 300 CV della 348.
La F355 fu innovativa anche grazie ad un profondo studio condotto da Pininfarina sull'aerodinamica, tanto per il passaggio dei flussi nel sottoscocca, completamente carenato, della vettura, che attorno all'abitacolo.
Il cambio della F355 era inizialmente un classico cambio manuale a 6 rapporti + RM. Nel 1997 per tutte le versioni della 355 fu reso disponibile per la prima volta nella storia della Ferrari il cambio elettroattuato "tipo F1". Il cambio F1, mutuato dal mondo delle corse, era un cambio privo di pedale della frizione e comandato da 2 bilancieri posti dietro al volante per l'inserimento e la scalata delle marce, caratteristici delle monoposto di F1, oltre ad alcuni comandi posti sul tunnel centrale per la selezione della retromarcia e del neutral. La Frizione era di tipo semiautomatico. La F355 lasciò posto nel 1999 alla nuova Ferrari 360.

## Versioni

### F355 Berlinetta
Nel 1994 venne lanciata la F355 Berlinetta. La versione coupé della sportiva della casa di Maranello, che riscosse il favore del pubblico, grazie ad una linea accattivante, prestazioni notevoli e ad una valida guidabilità. Potente, agile ed elegante, venne apprezzata dalla clientela sportiva della casa. Rimase in produzione fino al 1999.

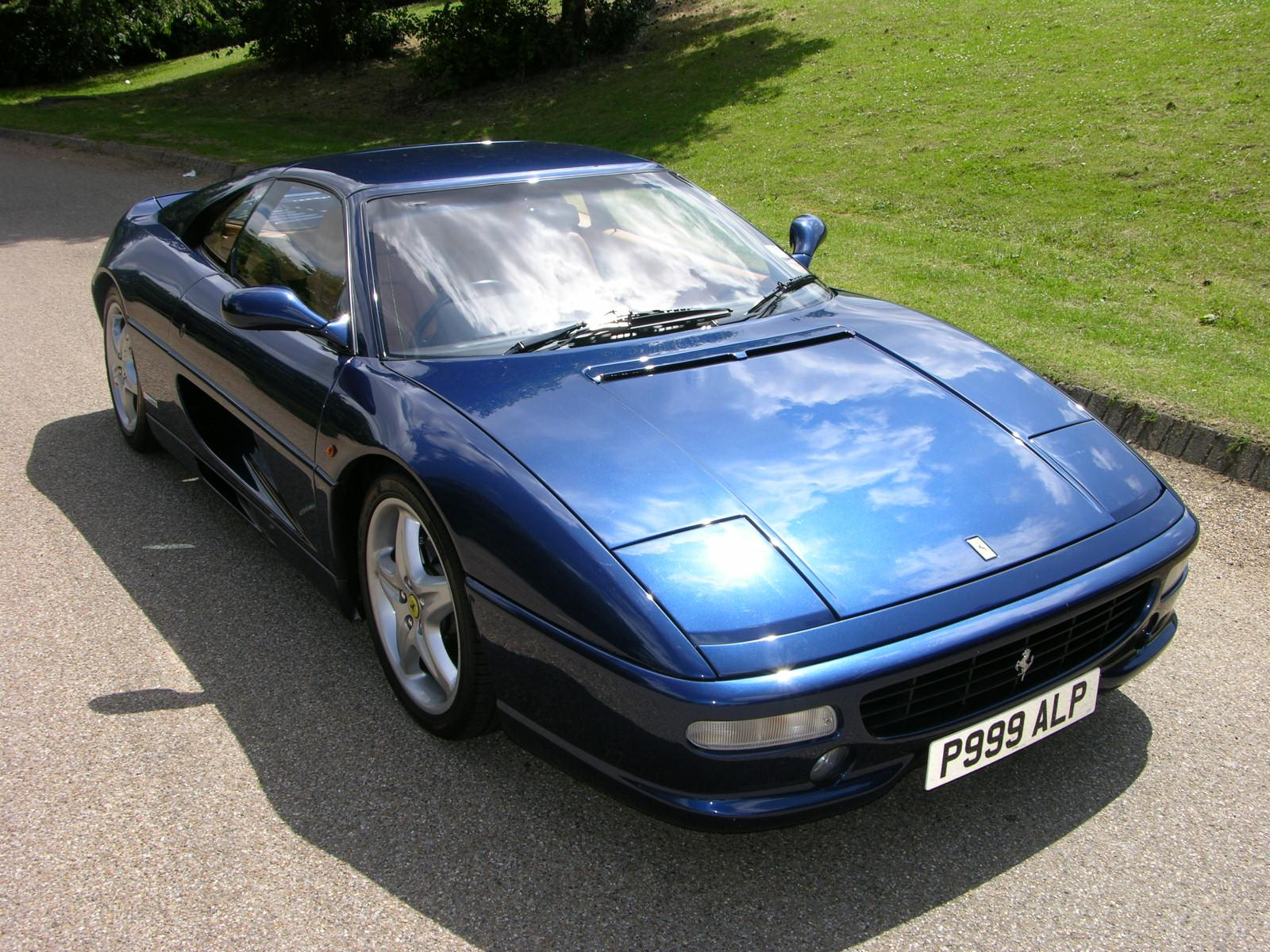
La Ferrari 355 GTS

### F355 GTS
Nel 1995 venne introdotta la versione F355 GTS, che manteneva inalterata la linea della coupé, pur essendo dotata di un tettuccio apribile rigido classico delle vetture "tipo" targa.

### F355 Spider

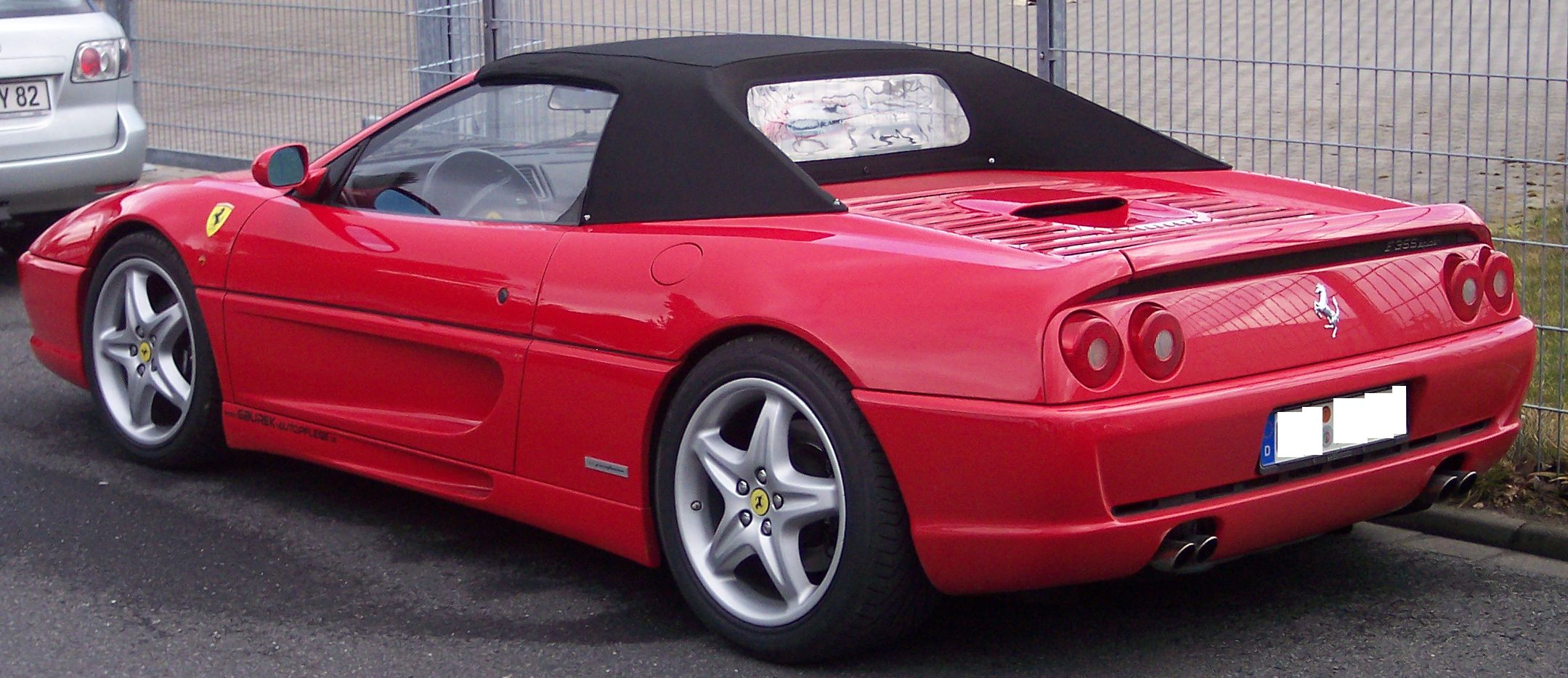
Ferrari F355 Spider

Nel 1995 venne presentata anche la F355 Spider una versione dotata di capote in tela a tutta apertura. Rimase in produzione fino al 2000.

### F355 Challenge

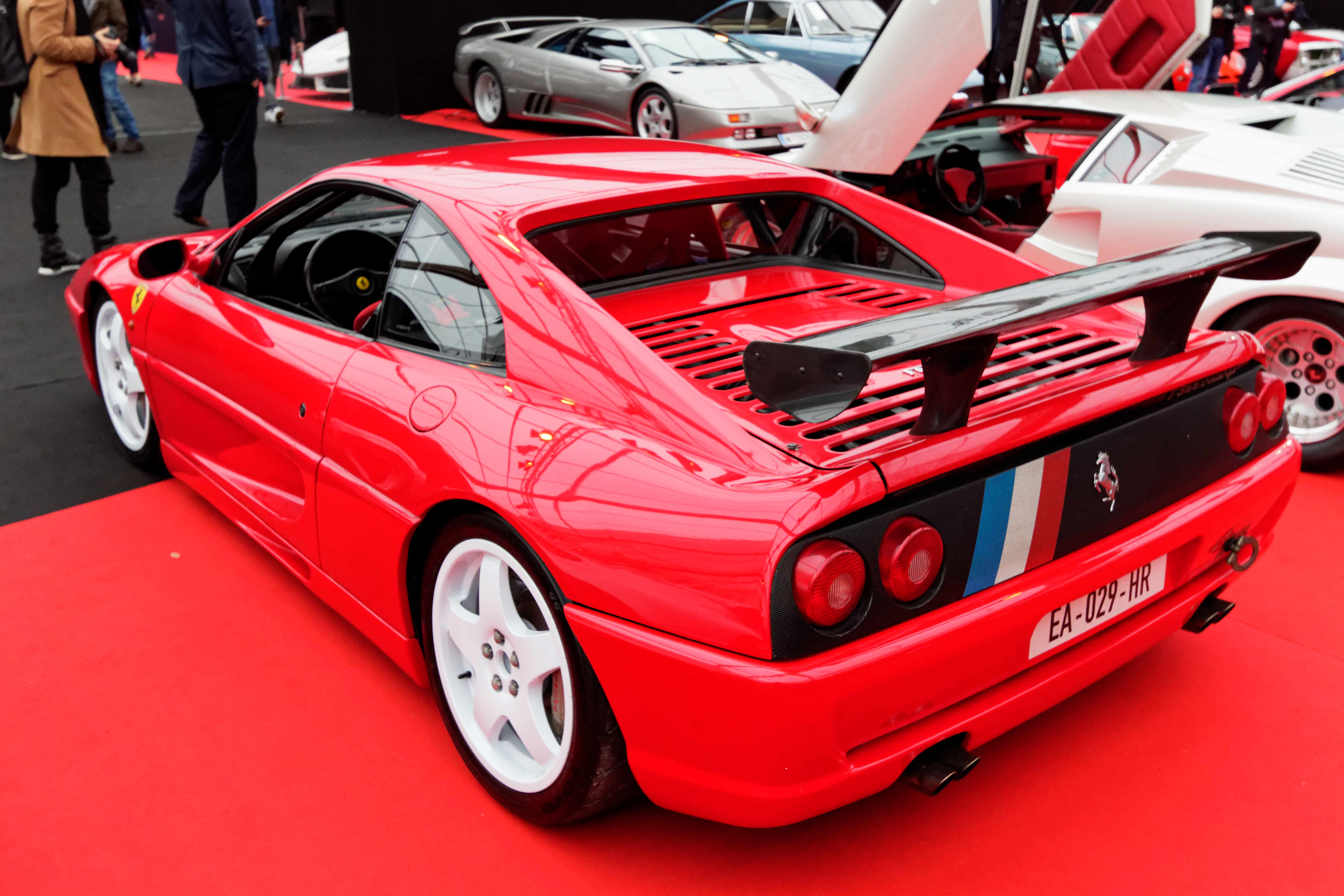
left F355 Challenge

La Ferrari, durante la produzione della F355 decise di allestire un kit per la preparazione da pista per la clientela più sportiva e per farla partecipare ad un proprio campionato monomarca. Dal 1995 al 2000 la versione da competizione del modello, ovvero la F355 Challenge, partecipò al Campionato Ferrari Challenge. Rispetto alla vettura da cui ebbe origine, cioè la F355 berlinetta, gli sviluppi furono concentrati sull'impianto di scarico e sulla frizione. Il propulsore non venne modificato. Queste versioni sono prive di numero di telaio (hanno una speciale sigla) e non sono immatricolabili per utilizzo stradale. Fu sostituita dalla 360 Challenge.

### F355 Serie Fiorano
Nel 1999 la Ferrari introdusse una serie limitata della F355 Spider denominata Serie Fiorano. Questa serie limitata prodotta in 100 esemplari includeva una serie di modifiche all'handling e all'estetica della vettura tra cui nuove sospensioni di derivazione corsaiola, inserti in carbonio nell'abitacolo, quattro dischi freno forati e ventilati con pastiglie modificate, uno sterzo più pronto e diretto e la griglia nera posteriore della versione Challenge.

## Caratteristiche tecniche
| Caratteristiche tecniche - Ferrari F355 del 1994                                               | Caratteristiche tecniche - Ferrari F355 del 1994 | Caratteristiche tecniche - Ferrari F355 del 1994 | Caratteristiche tecniche - Ferrari F355 del 1994 | Caratteristiche tecniche - Ferrari F355 del 1994 | Caratteristiche tecniche - Ferrari F355 del 1994 |
| ---------------------------------------------------------------------------------------------- | --- | --- | --- | --- | --- |
|                                                                                                | | | | | |
| Configurazione                                                                                 | | | | | |
| Carrozzeria: Berlinetta                                                                        | Carrozzeria: Berlinetta | Posizione motore: centrale | Posizione motore: centrale | Trazione: posteriore | Trazione: posteriore |
| Dimensioni e pesi                                                                              | | | | | |
| Ingombri (lungh.×largh.×alt. in mm): 4250 × 1900 × 1170                                        | Ingombri (lungh.×largh.×alt. in mm): 4250 × 1900 × 1170                                                                                              | Ingombri (lungh.×largh.×alt. in mm): 4250 × 1900 × 1170                                                                                              | Ingombri (lungh.×largh.×alt. in mm): 4250 × 1900 × 1170                                                                                              | Diametro minimo sterzata: | Diametro minimo sterzata: |
| Interasse: 2450 mm                                                                             | Interasse: 2450 mm | Carreggiate: anteriore 1514 - posteriore 1615 mm | Carreggiate: anteriore 1514 - posteriore 1615 mm | Altezza minima da terra: | Altezza minima da terra: |
| Posti totali: 2                                                                                | Posti totali: 2 | Bagagliaio: | Bagagliaio: | Serbatoio: | Serbatoio: |
| Masse                                                                                          | a vuoto: 1.350 kg | a vuoto: 1.350 kg | a vuoto: 1.350 kg | a vuoto: 1.350 kg | a vuoto: 1.350 kg |
| Meccanica                                                                                      | | | | | |
| Tipo motore: 8 cilindri a V di 90° - Rapporto di compressione: 11:1 - Raffreddamento a liquido | Tipo motore: 8 cilindri a V di 90° - Rapporto di compressione: 11:1 - Raffreddamento a liquido                                                       | Tipo motore: 8 cilindri a V di 90° - Rapporto di compressione: 11:1 - Raffreddamento a liquido                                                       | Cilindrata: 3495,5 cm³ | Cilindrata: 3495,5 cm³ | Cilindrata: 3495,5 cm³ |
| Distribuzione: bialbero a camme in testa, 5 valvole per cilindro                               | Distribuzione: bialbero a camme in testa, 5 valvole per cilindro                                                                                     | Distribuzione: bialbero a camme in testa, 5 valvole per cilindro                                                                                     | Alimentazione: iniezione elettronica Bosch Motronic M 2.7                                                                                            | Alimentazione: iniezione elettronica Bosch Motronic M 2.7                                                                                            | Alimentazione: iniezione elettronica Bosch Motronic M 2.7                                                                                            |
| Prestazioni motore                                                                             | Potenza: 380 cv a 8250 giri/min / Coppia: 363 N m (37 kgm) a 6000 giri/min                                                                           | Potenza: 380 cv a 8250 giri/min / Coppia: 363 N m (37 kgm) a 6000 giri/min                                                                           | Potenza: 380 cv a 8250 giri/min / Coppia: 363 N m (37 kgm) a 6000 giri/min                                                                           | Potenza: 380 cv a 8250 giri/min / Coppia: 363 N m (37 kgm) a 6000 giri/min                                                                           | Potenza: 380 cv a 8250 giri/min / Coppia: 363 N m (37 kgm) a 6000 giri/min                                                                           |
| Accensione: elettronica statica M 2.7 Bosch                                                    | Accensione: elettronica statica M 2.7 Bosch | Accensione: elettronica statica M 2.7 Bosch | Impianto elettrico: | Impianto elettrico: | Impianto elettrico: |
| Frizione: monodisco a secco                                                                    | Frizione: monodisco a secco | Frizione: monodisco a secco | Cambio: in blocco col motore (6 rapporti + retromarcia                                                                                               | Cambio: in blocco col motore (6 rapporti + retromarcia                                                                                               | Cambio: in blocco col motore (6 rapporti + retromarcia                                                                                               |
| Telaio                                                                                         | | | | | |
| Corpo vettura                                                                                  | autoportante in acciaio | autoportante in acciaio | autoportante in acciaio | autoportante in acciaio | autoportante in acciaio |
| Sterzo                                                                                         | a cremagliera | a cremagliera | a cremagliera | a cremagliera | a cremagliera |
| Sospensioni                                                                                    | anteriori: a ruote indipendenti / posteriori: ruote indipendenti; quadrilateri deformabili, molle elicoidali, barre antirollio, ammortizzatori a gas | anteriori: a ruote indipendenti / posteriori: ruote indipendenti; quadrilateri deformabili, molle elicoidali, barre antirollio, ammortizzatori a gas | anteriori: a ruote indipendenti / posteriori: ruote indipendenti; quadrilateri deformabili, molle elicoidali, barre antirollio, ammortizzatori a gas | anteriori: a ruote indipendenti / posteriori: ruote indipendenti; quadrilateri deformabili, molle elicoidali, barre antirollio, ammortizzatori a gas | anteriori: a ruote indipendenti / posteriori: ruote indipendenti; quadrilateri deformabili, molle elicoidali, barre antirollio, ammortizzatori a gas |
| Freni                                                                                          | anteriori: a disco autoventilanti / posteriori: a disco autoventilanti                                                                               | anteriori: a disco autoventilanti / posteriori: a disco autoventilanti                                                                               | anteriori: a disco autoventilanti / posteriori: a disco autoventilanti                                                                               | anteriori: a disco autoventilanti / posteriori: a disco autoventilanti                                                                               | anteriori: a disco autoventilanti / posteriori: a disco autoventilanti                                                                               |
| Pneumatici                                                                                     | anteriori:225/40 ZR 18 - Posteriori: 265/40 ZR 18 | anteriori:225/40 ZR 18 - Posteriori: 265/40 ZR 18 | anteriori:225/40 ZR 18 - Posteriori: 265/40 ZR 18 | anteriori:225/40 ZR 18 - Posteriori: 265/40 ZR 18 | anteriori:225/40 ZR 18 - Posteriori: 265/40 ZR 18 |
| Prestazioni dichiarate                                                                         | | | | | |
| Velocità: 295 km/h                                                                             | Velocità: 295 km/h | Velocità: 295 km/h | Accelerazione: 0-100 km/h in 4,7 s 0-1 km in 23,7 s                                                                                                  | Accelerazione: 0-100 km/h in 4,7 s 0-1 km in 23,7 s                                                                                                  | Accelerazione: 0-100 km/h in 4,7 s 0-1 km in 23,7 s                                                                                                  |
| Fonte dei dati: La F355 Berlinetta sul sito ufficiale Ferrari                                  | | | | | |